# Jenei Gábor
Jenei Gábor (Miskolc, 1989. június 26. –) magyar színész, énekes.

## Életpályája
Varbón nőtt fel. 1995-1998 között a Varbói Általános Iskola, 1998-1999 között a parasznyai Baross Gábor Művészetoktatási és Körzeti Általános Iskola, 1999-2003 között a miskolci Istvánffy Gyula Általános Iskola tanulója volt. 2003-2007 között a miskolci Zrínyi Ilona Gimnázium drámatagozatán tanult. Első szerepeit a Miskolci Nemzeti Színházban kapta. 2007-2010 között a Shakespeare Színművészeti Akadémia musical-operett szakán tanult, szerzett színész II. képesítést. Rendszeresen szerepel a PS Produkció és a Madách Színház előadásaiban.

## Fontosabb színházi szerepei

### Madách Színház
- Macskák (Munkustrapp)
- Mary Poppins (Néleusz / Valentin)
- A tizenötödik (Wunscheim)

### PS Produkció
- Sakk (Leonyid Viigand)
- Vámpírok bálja (Herbert)